# Matapu
La ville de Matapu est une localité du sud de la région de Taranaki, située dans l'île du Nord de la Nouvelle-Zélande.

## Municipalités limitrophes
, .

## Marae
La ville de Matapu a  trois maraes, associés avec l’hapū des Ngāruahine (en).
- Le Marae de Aotearoa (en) et la maison de rencontre: Ngākaunui (en) sont affiliés avec les Ōkahu-Inuāwai (en).
- Le Marae de Te Aroha o Tītokowaru (en) et sa maison de rencontre de Te Aroha (en), qui appartiennent aux Ngāti Manuhiakai (en).
- Marae de Kanihi ou Māwhitiwhiti (en) et sa maison de rencontre Kanihi (en) sont affiliés avec les Kanihi-Umutahi (en) [3] , [4].

## Éducation
- L'école de Matapu School est une école primaire, complète, mixte, allant de l’année 1 à 8 avec un taux de décile de 7 et un effectif de 75 élèves[5].

En 2005, les écoles d' ‘Okaiawa’ et de Mangatoki ont été fermées et fusionnées avec l'école de Matapu .